# Церковь Успения Пресвятой Богородицы (Пархачёво)
Храм Успения Пресвятой Богородицы — недействующий православный храм Родниковского благочиния Кинешемской епархии Русской православной церкви, построенный в 1818 году. Церковь расположена в селе Пархачёво Родниковского района Ивановской области.

## История
Первый храм в селе Пархачёво был построен во второй половине XVI века из дерева, позже он был заменён на каменный. В первой трети XIX века ему понадобилась перестройка, и на этом месте появилась церковь Успения Пресвятой Богородицы. Она была построена и освящена в 1818 году. В период последней перестройки храма село Пархачёво принадлежало дворянам Сеченовым (предкам Ивана Сеченова). В дальнейшем село было куплено Александром Трубецким. Архитектором собора считается местный крепостной П. Е. Корсаков. Он ещё в юношестве работал в иконописной мастерской своего отца, и, обнаружив талант, помещик отправил его учиться художественному мастерству в Италию, а потом забрал в Петербург, где, как считается, тот принимал участие в росписи Казанского собора. Из работ П. Е. Корсакова известны Успенская церковь и пятиярусная колокольня в комплексе церквей Никольского прихода в селе Васильевском.

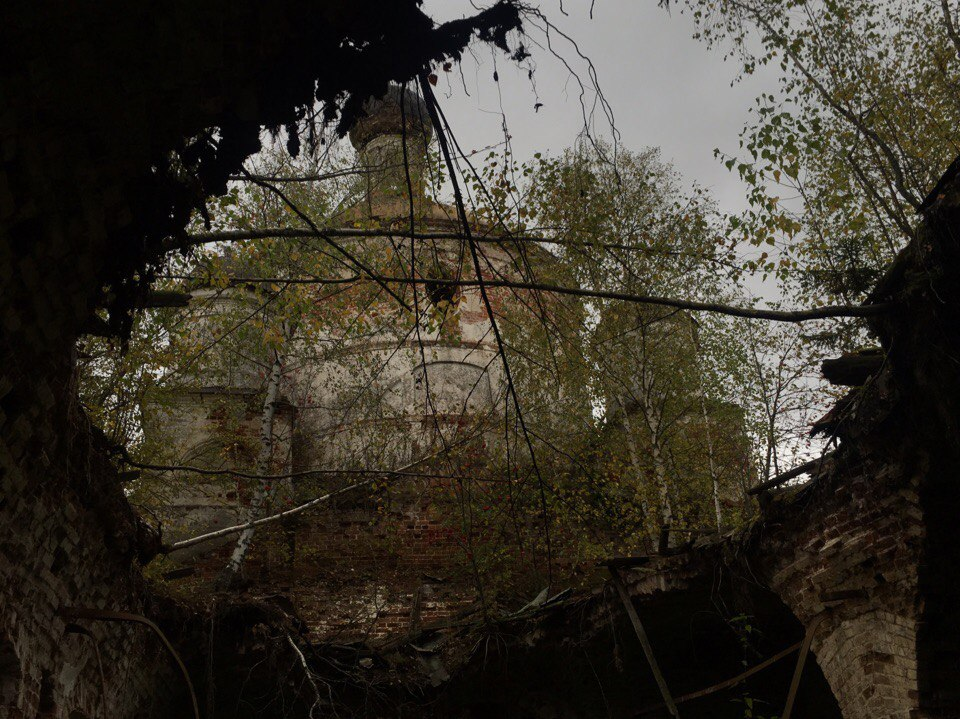
Вид изнутри

Знатными прихожанами церкви были князья Поливановы, Портнягины, Смоляниновы. Церковь имеет два придела, освящённые в честь Николая Чудотворца и Смоленской иконы Божией Матери. В Успенской церкви три престола в честь: Смоленской иконы Божией Матери, Успения Божией Матери, Николая Чудотворца. Кладбище находится в 250 м от церкви, окопано рвом. На кладбище был размещён однопрестольный храм во имя Троицы Живоначальной, построенный в 1830 году, однако церковь была утрачена в советский период.
Согласно материалам районного архива, церковь закрывали в предвоенные года, когда её священнослужители Д. Н. Поленский, В. И. Василевский, А. А. Василевский и И. И. Смирнов были репрессированы. В 1940 году церковь была закрыта, а помещение стали использовать как мастерскую по ремонту тракторов и склад. Для проведения работ была пробита стена рядом с алтарём, которая до сих пор не реконструирована.

### Постсоветский период
В 1990-е годы Успенскую церковь приписали к церкви Александра Невского города Родники. В начале 2000-х годов жители села и дачники создали инициативную группу по реставрации и ремонту церкви, идея которой была поддержана администрацией Родниковского района, однако средств на восстановление, по разным причинам, не нашлось.
В настоящее время отсутствуют окна и двери, разрушена кровля, обрушены многие своды.

## Архитектура
Успенский храм — один из интереснейших культовых комплексов района периода позднего классицизма с элементами барокко в архитектуре храма. К первой трети XIX в. относится тип культовых зданий, в котором отчётливо выражена тенденция к переосмыслению с позиций классицизма крупного пятиглавого храма соборного типа. При стремлении к центричности основного объёма, эти церкви, как правило, соединены с более низкими трапезными и ярусными колокольнями.

#### Прототип
По всей видимости, образцом для Успенской церкви послужила Дмитриевская церковь Спасо-Яковлевского монастыря в Ростове Великом, построенная в последней четверти XVIII — начале XIX века. Обе церкви имеют 4 маленькие главки на углах и завершаются довольно массивным барабаном-ротондой, купольная кровля завершается главкой на световом барабане. Угловые глухие барабаны глав подняты на высокие кубические постаменты. Тем не менее Успенская церковь упрощена, в частности её силуэт: отсутствует балюстрада венчающего барабана, нет мощной колоннады и украшенных портиков.

#### Особенности интерьера

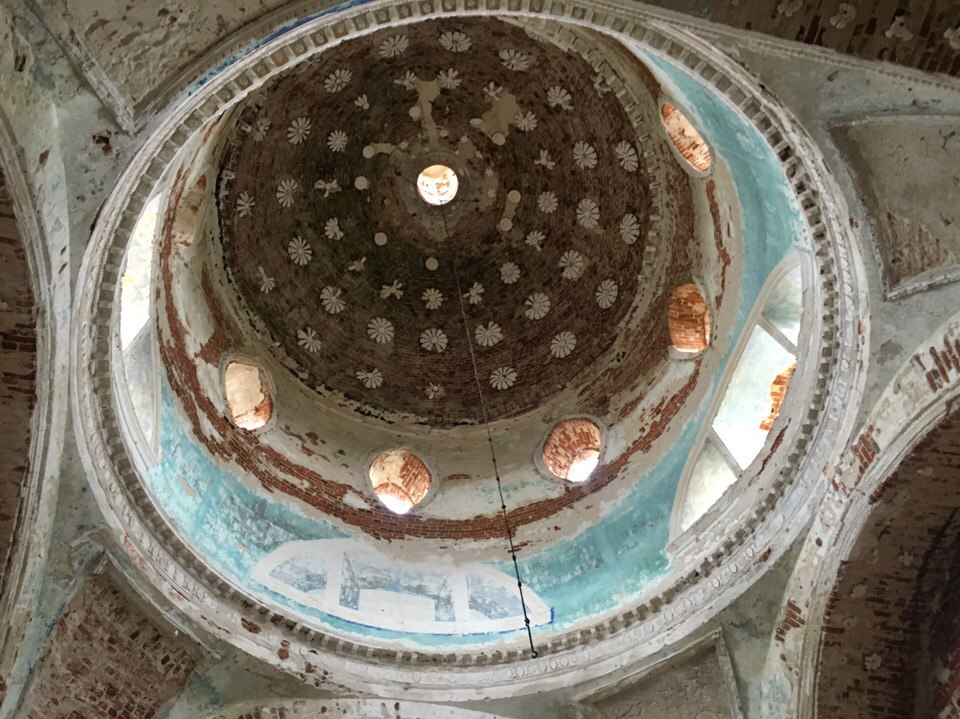
Купол Успенской церкви

К четверику примыкают узкий, поперечно ориентированный прямоугольный алтарь с полукруглым выступом апсиды и обширная, сильно вытянутая по продольной оси трапезная со скруглёнными западными углами. Внутри купольную ротонду несут мощные угловые пилоны четверика и подпружные арки, алтарь перекрыт конхой и пересекающимися цилиндрическими сводами. Ведущую роль в убранстве интерьера играет лепнина и гармонирующая с ней, выполненная в разбелённых охристых и голубых тонах гризайльная живопись. Наиболее эффектно декорированы купол и барабан. Купол украшен перспективными, сокращающимися к центру кессонами, на которых ярко выделяются лепные розетки. В барабане присутствуют тройные окна; в основании барабана проходит штукатурный карниз.

#### Колокольня
Трёхъярусная колокольня в стиле позднего классицизма состоит из последовательно уменьшающихся, прорезанных арками четвериков и завершается куполом и шпилем. Скромное декоративное убранство отличается некоторой упрощённостью форм. Проёмы нижнего яруса украшены парными пилястрами, во втором и третьем — использованы узкие вертикальные филёнки.